# 애설스탠의 북벌
앵글인의 왕 애설스탠은 기원후 934년 대군을 일으켜 수륙병진으로 스코틀랜드를 침공했다. 이 전쟁에서 어떤 전투들이 벌어졌는지 남아 있는 사료는 없으나, 스코트인의 왕 카우산틴 2세는 애설스탠을 상국으로 모시겠다고 굴복했고, 애설스탠은 그해 말 잉글랜드로 귀국했다.